# F130 Hetyman Szahajdacsnij
Az F130 Hetyman Szahajdacsnij (ukránul: Гетьман Сагайдачний) az Ukrán Haditengerészet 1135.5 Nyerej típusú (NATO-kódja: Krivak–III osztály) fregattja. Petro Szahajdacsnij kozák hetmanról nevezték el. 1992-ben bocsátották vízre, 1993-ban állt hadrendbe. Az Ukrán Haditengerészet zászlóshajója. Honi kikötője 2014 márciusától Odessza, korábban Szevasztopolpolban állomásozott. Hadrendi jelzése 2018-ig U130 volt. A 2022-es ukrajnai orosz invázió során a mikolajivi hajógyárban javításon tartózkodó hajó a kikötőben részlegesen víz alá merült. A feltételezések szerint a hajót a személyzet süllyesztette el, hogy az ne kerülhessen az akkor a várost támadó orosz csapatok kezére.

## Története
Építését 1990. október 5-én kezdték el Kirov néven a kercsi Zaliv Hajógyárban, gyári sorozatszáma SZ–208. A hajót eredetileg a KGB határőr-csapatainak szánták. Az osztály nyolcadik hajójaként 1992. március 29-én bocsátották vízre. Ezt a hajótípust, az 1135-ös tervszámú hajók (Krivak–I) módosított változatát, az 1135.5. Nyerej típust a KGB számára 1982-től gyártotta a kercsi hajógyár mint tengeri őrhajót.
1992 áprilisában került az Ukrán Haditengerészet tulajdonába. 1993. május 2-án állították hadrendbe és 1993. július 2-án vonták fel rá az ukrán haditengerészet lobogóját, ezt követően kapta a Hetyman Szahajdacsnij nevet Petro Szahajdacsnij kozák hetman után. A lobogót V. Sz. Katusenko 3. osztályú sorhajókapitány vonta fel. Kezdetben 201 volt a hadrendi jelzése, ezt 1994 júliusában a ma is használt U–130 hadrendi jelzésre változtatták.
1994-ben Franciaországba hajózott, ahol részt vett a normandiai partraszállás 50. évfordulóján rendezett ünnepségeken. A következő évben a hajó megjelent az Abu-Dzabiban rendezett IDEX–95 hadiipari kiállítás és vásáron. Még abban az évben végrehajtottak egy bulgáriai és egy olaszországi látogatást is a hajóval. A Hetyman Szahajdacsnij 1996-ban hajtotta végre első óceáni bevetését, ekkor hivatalos látogatás céljából az Egyesült Államokba, Norfolkba hajózott. A következő években a Földközi-tenger több kikötőjét látogatta meg.
2006. november 15. és 2007. november 17. között a hajó nagyjavításon tartózkodott a mikolajivi hajógyárban, a felújítási munkák 15 millió ukrán hrivnyába kerültek.
2008-ban három hónapot töltött a Földközi-tengeren, ahol részt vett az Active Endeavour nevű terroristaellenes NATO-műveletben.
2012. augusztus 22. és december 21. között tervszerű karbantartáson tartózkodott a Szevasztopoli Hajójavító Üzemben, ahol elvégezték a hajó tüzérségi és rakétafegyverzetének, a rádioelektronikai eszközeinek, valamint a belső helyiségeknek a karbantartását. A karbantartás egyúttal része volt a hajónak a kalóztámadások megfékezésére felállított nemzetközi egységben történő részvételére is. Az Ukrán Védelmi Minisztérium 2013 februárjában jelentette be hivatalosan, hogy az Ukrán Haditengerészet zászlóshajója csatlakozik az Afrika szarvánál folyó Ocean Shield hadművelet nevű, NATO-vezetésű nemzetközi kalózellenes akcióhoz. A hajó 2013. szeptember 24-én hagyta el Szevasztopolt és a tervek szerint 2014 januárjáig tartózkodik az Ádeni-öbölben. A hajó a kalózellenes akciókhoz különleges műveleti alakulatot, valamint egy Ka–27 típusú helikoptert is szállított magával.

## Parancsnokok
- V. Sz. Katusenko (1992–1993)
- Sz. V. Nasztenko (1993–1997)
- P. D. Honcsarenko (1998–2002)
- D. V. Berezovszkij (2002–2005)
- A. M. Helunov (2005–2009)
- Roman Pjatnickij (2009-től)

## Külső hivatkozások
- Fényképek a Hetman Szahajdicsnij fregattról
- Visol v more flot mogucsij, From-UA.com